# Роджер Дін (художник)
Вільям Роджер Дін (нар. 31 серпня 1944) — англійський художник, дизайнер і видавець. Він почав малювати плакати та обкладинки альбомів для музикантів наприкінці 1960-х років. Групи, для яких він створив найбільше мистецтва, це англійські рок-гурти Yes і Asia.
На обкладинках часто зображені екзотичні фантастичні пейзажі. Його твори розійшлися тиражем понад 150 мільйонів примірників по всьому світу.

## Раннє життя
Вільям Роджер Дін народився 31 серпня 1944 року в Ешфорді, штат Кент.  Його мати вивчала дизайн одягу в Кентерберійській школі мистецтв до свого шлюбу, а його батько був інженером у британській армії. У нього є троє братів і сестер, брат Мартін і сестри Пенні і Філіппа. Більшу частину дитинства Дін провів у Греції, на Кіпрі та, з 12 до 15 років, у Гонконзі, тому його батько міг виконувати армійські обов'язки.  У дитинстві Дін дуже захоплювався природною історією, а китайське ландшафтне мистецтво та фен-шуй особливо вплинули на нього під час перебування в Гонконгу. Він назвав ландшафт «і стежки через нього» своїм найбільшим впливом і джерелом натхнення.
У 1959 році, після того як сім'я повернулася до Англії, Дін навчався в гімназії Ешфорда, а в 1961 році вступив до Кентерберійського коледжу мистецтв, де вивчав срібну справу та дизайн меблів і закінчив його з національним дипломом з дизайну.  Директор усунув його з уроків малювання за те, що він був "молодим і вразливим, і йому повідомили, що він не може брати участь у цьому курсі, оскільки математика та фізика були його іншими предметами, що призвело до переходу на вивчення промислового дизайну. Коли школа намагалася отримати акредитацію з цього предмету, декан обійшов базовий курс, але йому не сподобався спосіб викладання предмету, і він запитав вчителів, чому люди мусять жити в «коробках», і їхня відповідь у тому, що «форма відповідає функції».
Ближче до кінця курсу в Кентербері Дін зіткнувся з вибором продовжувати або архітектуру, або промисловий дизайн; один із його викладачів вважав, що ні те, ні інше не для нього, і порекомендував Діну навчатися в Королівському коледжі мистецтв у Лондоні. У 1965 році він вступив до коледжу для вивчення дизайну меблів і став учнем професора Девіда Пая .  Серед його досліджень була «психологія архітектури» та те, що змушує людей почуватися комфортно в будівлях. Він захистив дисертацію про «створення відчуття спокою у вітчизняній архітектурі». Він закінчив коледж у 1968 році з першим ступенем магістра з відзнакою та виграв срібну медаль за «роботу особливої відзнаки». На той час Дін був зацікавлений у «проектуванні майбутніх […] коробок для життя людей». Він вважав обкладинку Ріка Гріффіна для Aoxomoxoa (1969) від The Grateful Dead своїм «першим великим візуальним шоком» і купив альбом до того, як придбав програвач.

## Кар'єра

### 1960-ті роки
Серед перших успіхів Діна був його дизайн крісла у вигляді морського їжака, який став результатом його досліджень у Королівському коледжі та завершений у 1967 році. У наступному році він подав на нього патент. Його вважали попередником крісла-мішка, завдяки чому крісло стискається та повністю адаптується до форми та розміру користувача. Розробку було завершено, коли Дін був одним із небагатьох студентів Королівського коледжу для проектування та виготовлення об'єктів на фабриці знаменитого дизайнера Черілл Шір. Стілець залишається одним із улюблених творів Шеера. Зараз це частина постійної колекції Музею Вікторії та Альберта .
У 1968 році, під час його третього року навчання в Королівському коледжі, Діну доручили проект, який передбачав дизайн сучасної ландшафтної зони відпочинку на верхньому поверсі дискотеки в джаз-клубі Ронні Скотта в Сохо. Це призвело до створення дизайну обкладинки його першого альбому Gun (1968) рок-гуртом Gun після того, як власник Ронні Скотт попросив його адаптувати для обкладинки альбому дизайн на тему демонів, який Дін спочатку зробив у своєму альбомі для етюдів для своєї дипломної роботи.  Дін погодився, і йому заплатили «близько 5000 фунтів» за його роботу. Дін заробив більше грошей на обкладинці альбому, ніж на роботах, пов'язаних з архітектурою, і зрозумів, що обкладинки потребують набагато менше зусиль. Він вирішив зайнятися дизайном обкладинок не лише заради грошей, а й для ширшої аудиторії та використання його «як пропагандистського інструменту […] який показує людям, що може бути і що може бути». Дін почав підбирати роботу, де тільки міг, включаючи кавер-версії для різних джазових виконавців для Vertigo Records, які йому не подобалися, називаючи їх «суворими вправами» та надто обмеженими для ідей, які він хотів донести. Цей досвід спонукав Діна створити комісію перед початком роботи, яку він хотів виконувати, що призвело до короткого періоду фінансових труднощів. У той же час він хотів випустити книгу про архітектуру, але зіткнувся з відмовою 27 різних видавництв.

### 1970-ті роки
Дін розробив логотип для незалежного лейблу Fly Records у 1970 році. Це призвело до того, що Дін працював над синглом для їхнього музиканта Марка Болана, який включав верстку нот і текстів пісень, але Дін раніше не робив верстки і завершував вставки вручну за допомогою графічного дизайнера, щоб показати друк кадри, де мав бути розміщений текст. Позитивна реакція Діна на його стиль написання змусила його написати від руки тексти для подальших синглів Болана. Це був подібний випадок для дизайну Діна для Clear Blue Sky (1970) від Clear Blue Sky, де картина була завершена, за винятком верстки: «Отже, щоб блефувати під час зустрічі, мені довелося все це написати від руки і сподіватися, що вони ніколи не будуть запитайте про це». Співробітники лейблу були в захваті, що додало Діну впевненості в тому, що він міг працювати над почерком, логотипом і графікою.
До 1971 року бажання Діна створювати твори мистецтва для рок-гуртів зросло, хоча він продовжував займатися архітектурою та очолив невелику виставку своїх робіт у Флоренції. Після переговорів із співробітником A&R Девідом Хауеллсом, який призначив Діну рукав для The Gun, Дін погодився попрацювати над обкладинкою Osibisa (1971) афро-рок групи Osibisa . Дизайн є результатом брифа, який Дін описав як «правдоподібні африканські казкові образи» та містить «літаючих слонів, а не архітектуру», що стало раннім відображенням стилю, який він згодом прославив. Дін вважав цю роботу проривом у своїй кар'єрі, оскільки дизайн плаката був зроблений компанією Big 'O' poster, яка продала велику кількість примірників. Пізніше він сказав: «З того моменту я міг робити те, що хотів».

У середині 1971 року, під час пошуку роботи, пов'язаної з рок-гуртами, Дін надіслав портфоліо численним керівникам, у тому числі Філу Карсону, європейському генеральному менеджеру Atlantic Records. Карсон зацікавився використанням Діна для одного зі своїх рок-композицій, Yes, і найняв Діна для обкладинки четвертого альбому Yes, Fragile (1971), який поклав початок співробітництву з групою до наших днів. Дін побудував історію на основі міфу про створення, а не конкретного образу для нього, «про дитину, яка мріяла, що живе на планеті, яка розпадається, тому їм довелося побудувати космічний ковчег, щоб знайти іншу планету для життя. І вони буксирували всі маленькі шматочки планети з собою». У 1972 році він розробив логотип гурту під час подорожі в поїзді Brighton Belle, який використовувався на більшості їхніх альбомів, починаючи з Close to the Edge (1972). Крім обкладинок, Дін і його брат Мартін працювали над дизайном сцени для Yes з 1973 по 1976, 1980, 1989 і 2004 роки. У турі Tales from Topographic Oceans (1973) була проведена загальнонаціональна рекламна кампанія, включаючи плакати та футболки, що призвело до створення виробничої компанії Brockum.
У 1972 році Дін розробив логотип для новоствореного Virgin Records. Працюючи над художнім оформленням для Yessongs (1973), Дін і його друкарі Тінслі Робор отримали патент на «спосіб переходу від фальца до будь-якої кількості сторінок, згорнутих з однієї картки». Наприкінці 1970-х років у Діна виникла ідея « Життя в третьому тисячолітті», тринадцятисерійного телевізійного шоу про дизайн і технологічні виклики майбутнього, але його так і не було здійснено через бюджетні обмеження.

### 1980-ті роки–дотепер
У 1980-х роках творчість Діна була зосереджена на інших сферах, включаючи сценічний дизайн, архітектуру та мистецтво відеоігор. У 1981 році він співпрацював зі своїм братом Мартіном над Tectonic House, екологічно чистим і економічним будинком, побудованим надовго, який демонструвався на щорічній Міжнародній виставці ідеального будинку в Бірмінгемі. Ідея виникла з двох ідей: попередніх дизайнів ліжка та спальні Діна, призначених для безпеки дітей, і «капсули для відпочинку» Мартіна 1970 року, яка була показана у фільмі Стенлі Кубрика «Заводний апельсин» (1971). Проект отримав свою нинішню назву «Дім для життя», а неробочий прототип не містить прямих країв або прямих кутів. На початку 2000-х років вартість виробництва оцінювалася в 75 000–80 000 доларів США. Незважаючи на те, що кілька місцевих британських урядів висловили інтерес до проекту, жоден з них не був реалізований. У 2003 році проект, який передбачав будівництво 264 вілл, шале та квартир, спроектованих Діном, на ділянці площею 65 акрів поблизу Стурпорт-он-Северн, Вустершир, увійшов у стадію планування.
У 1982 році читачі Rolling Stone визнали обкладинку Діна для дебютного студійного альбому Asia другою за найкращою обкладинкою всіх часів після Sgt. Pepper's Lonely Hearts Club Band (1967) гурту Beatles .
Першим проектом Діна для відеоігри був «Чорний онікс» (1984), створений у співпраці з художником коміксів Майклом Калутою . Це поклало початок серії дизайнів, які Дін створив для Хенка Роджерса, який розробив гру. У рамках проекту Дін і Калута створили приблизно 4000 малюнків для гри, включно з ідеями для її анімації, історії, музики та захоплення руху. Дін створив обкладинки для кількох ігор Psygnosis, включаючи Obliterator (1988) і Shadow of the Beast (1989). Дін переробив логотип Tetris, що призвело до дизайну обкладинки Tetris Worlds (2001).
У 1996 році Дін створив художню роботу для плаката, розповсюдженого по всій країні на честь 25-річчя Starbucks .
Дін отримав ступінь почесного доктора Академії мистецтв Університету в Сан-Франциско в 2002 році та почесну стипендію від Університету мистецтв Борнмута в 2009 році.
У 2013 році Дін подав позов до окружного суду США в Нью-Йорку, стверджуючи, що режисер Джеймс Кемерон плагіатував 14 своїх оригінальних зображень під час зйомок блокбастера 2009 року «Аватар». Дін вимагав відшкодування збитків у розмірі 50 мільйонів доларів. Незважаючи на те, що режисери визнали в суді, що на них вплинула робота художника, справу Діна було закрито в 2014 році.
У 2013 році Дін отримав Золотий знак за заслуги від Британської академії авторів пісень, композиторів і авторів.
У березні 2021 року Дін випустив свій перший твір мистецтва на аукціонній платформі цифрового мистецтва Nifty Gateway, що містить невзаємозамінні предмети мистецтва.
Дін має дві постійні галереї, його найбільшу в Trading Boundaries, Східний Сассекс у Великій Британії, а іншу в The San Francisco Art Exchange. Обидві галереї демонструють оригінальні роботи та обмежені видання гравюр, ескізів і малюнків.
Відомий насамперед своїми мрійливими, незвичайними сценами, які він створив для Yes, Asia, Budgie, Uriah Heep, Gentle Giant та інших гуртів, Дін назвав себе переважно пейзажистом. Характерні пейзажі демонструють витончені кам'яні арки (як показано в Arches Mist) або плаваючі острови, тоді як багато картин зображують органічні місця проживання, як, наприклад, на обкладинці Андерсона Бруфорда Уейкмана Хоу. Хоча в основному він працює акварельними фарбами, у багатьох його картинах використовуються різні носії, включаючи гуаш, туш, емаль, кольорові олівці та колаж. Окрім малюнків на обкладинках, Діна поважають за його каліграфічну роботу, розробляючи логотипи та назви для своїх картин.
Дін дружив із дизайнером обкладинок альбому Стормом Торгерсоном із Hipgnosis, і після закінчення університету вони жили в одній будівлі. Він згадав час, коли вони співпрацювали над обкладинкою альбому, але вона виявилася «повним провалом». Розвиток компакт-дисків у 1980-х роках призвів до того, що Дін описав як занепад у поєднанні музики з мистецтвом, з футляром для дорогоцінних каменів, який виглядав «липким», а звукозаписні компанії жертвували якістю заради економії грошей. Він згадує раннє перевидання компакт-диска Close to the Edge від Yes як те, що особливо вплинуло на нього, оскільки його внутрішня обкладинка була відсутня, замінена чорно-білим текстом.
У Діна є донька, художниця та дизайнер Фрейя Дін (нар. 1987), яка стала джерелом натхнення для назви картини Діна «Замок Фрейї» (1987). Фрейя Дін створила обкладинку для альбому Osibisa 2009 року Osee Yee. Дін живе в Льюїсі, Східний Суссекс[джерело?].

## Впізнаваність в інших ЗМІ
Дін згадується в пісні 1987 року " Dickie Davies Eyes " англійського гурту Half Man Half Biscuit.
19 серпня 2016 року пошта острова Мен випустила серію з 6 марок із зображеннями творів Діна:
- «Місце зустрічі» — виготовлено виключно для випуску марки
- «Blind Owl Late Landing» — містить неопубліковану обкладинку альбому Blind Owl
- «Pathways» — обкладинка потрійного альбому Yes Yessongs
- «Green Parrot Island» — утворено з бокс-сету The Studio Albums 1969—1987 від Yes
- «Tales from Topographic Oceans» — з однойменного альбому Yes
- «Sea of Light» походить з однойменного альбому Uriah Heep

Дін мав довгі стосунки з островом Мен, і особливо з його довгостроковим резидентом Ріком Вейкманом, клавішником Yes, для якого Дін створив кілька обкладинок альбому.
Обкладинка першого дня (FDC) також була випущена обмеженим тиражем у 750 випусків, підписаних Діном (цю обкладинку було видано 2 вересня 2016 року).
20 серпня 2016 року виставка шедеврів Діна відкрилася в музеї Мен.
25 березня 2018 року було випущено спеціальний FDC на честь 50-річчя Yes – це була обкладинка, відмінна від обкладинки серпня 2016 року, і була поштова позначка золота для запису цієї історичної події та підписана особисто Діном, який створив спеціальний логотип до 50-ї річниці. Було випущено обмежений тираж у 1000 підписаних обкладинок.
Твори Діна були представлені в співпраці з італійським будинком моди Valentino для їх чоловічої колекції весна-літо 2020.
У манзі JoJo's Bizarre Adventure: Stone Ocean стенд Dragon's Dream названо на честь однойменної книги Роджера Діна
Дін Венчур із телевізійного шоу Adult Swim The Venture Bros. названий на честь Роджера Діна

## Обкладинки

### Альбоми
| 1960-ті роки                                                          |  |
| --------------------------------------------------------------------- |  |
| - Пістолет — Пістолет (1969) - Земля і вогонь — Earth and Fire (1969) |  |

| 1970s |  |
| --- |  |
| <div style="-moz-column-count:*Nucleus – Elastic Rock (1970) - Lighthouse – One Fine Morning (1970) - Dr. Strangely Strange – Heavy Petting (1970) - Clear Blue Sky – Clear Blue Sky (1970) - Midnight Sun – Midnight Sun (1971) - Osibisa – Osibisa (1971) - Keith Tippett Group – Dedicated to You But You Weren't Listening (1971) - Nucleus – We'll Talk About It Later (1971) - Assagai – Zimbabwe (1971) - Patto – Hold Your Fire (1971) - Ramases – Space Hymns (1971) - Mike Absalom – Mike Absalom (1971) - Osibisa – Woyaya (1971) - Pete Dello and Friends – Into Your Ears (1971) - Rare Earth – One World (1971; inner spread only) - Atomic Rooster – In Hearing of Atomic Rooster (1971) - Yes – Fragile (1971) - Billy Cox – Nitro Function (1971) - John Dummer Band – Blue (1972) - Gracious! – This Is...Gracious!! (1972) - Yes – Close to the Edge (1972) - Uriah Heep – Demons and Wizards (1972) - Lighthouse – Thoughts of Movin' On (1972) - Gentle Giant – Octopus (1972) - Babe Ruth– First Base (1972) - Budgie – Squawk (1972) - Midnight Sun – Walking Circles (1972) - Third Ear Band – Music from Macbeth (1972) - Uriah Heep – The Magician's Birthday (1972) - Paladin – Charge! (1972) - Various – Motown Chartbusters Vol. Six (1972) - Greenslade – Greenslade (1973) - Magna Carta – Lord of the Ages (1973) - Yes – Yessongs (1973) - Budgie – Never Turn Your Back on a Friend (1973) - Yes – Tales from Topographic Oceans (1973) - McKendree Spring – Spring Suite (1973) - Del Richardson – Pieces of a Jigsaw (1973) - Badger – One Live Badger (1973) - Greenslade – Bedside Manners Are Extra (1973) - Snafu – SNAFU (1973) - Gravy Train – Staircase to the Day (1974) - Yes – Relayer (1974) - Yes – Yesterdays (1975) - Steve Howe – Beginnings (1975) - Dave Greenslade – Cactus Choir (1976) - John Lodge – Natural Avenue (1977) - Steve Howe – The Steve Howe Album (1979); -webkit-column-count:*Nucleus – Elastic Rock (1970) - Lighthouse – One Fine Morning (1970) - Dr. Strangely Strange – Heavy Petting (1970) - Clear Blue Sky – Clear Blue Sky (1970) - Midnight Sun – Midnight Sun (1971) - Osibisa – Osibisa (1971) - Keith Tippett Group – Dedicated to You But You Weren't Listening (1971) - Nucleus – We'll Talk About It Later (1971) - Assagai – Zimbabwe (1971) - Patto – Hold Your Fire (1971) - Ramases – Space Hymns (1971) - Mike Absalom – Mike Absalom (1971) - Osibisa – Woyaya (1971) - Pete Dello and Friends – Into Your Ears (1971) - Rare Earth – One World (1971; inner spread only) - Atomic Rooster – In Hearing of Atomic Rooster (1971) - Yes – Fragile (1971) - Billy Cox – Nitro Function (1971) - John Dummer Band – Blue (1972) - Gracious! – This Is...Gracious!! (1972) - Yes – Close to the Edge (1972) - Uriah Heep – Demons and Wizards (1972) - Lighthouse – Thoughts of Movin' On (1972) - Gentle Giant – Octopus (1972) - Babe Ruth– First Base (1972) - Budgie – Squawk (1972) - Midnight Sun – Walking Circles (1972) - Third Ear Band – Music from Macbeth (1972) - Uriah Heep – The Magician's Birthday (1972) - Paladin – Charge! (1972) - Various – Motown Chartbusters Vol. Six (1972) - Greenslade – Greenslade (1973) - Magna Carta – Lord of the Ages (1973) - Yes – Yessongs (1973) - Budgie – Never Turn Your Back on a Friend (1973) - Yes – Tales from Topographic Oceans (1973) - McKendree Spring – Spring Suite (1973) - Del Richardson – Pieces of a Jigsaw (1973) - Badger – One Live Badger (1973) - Greenslade – Bedside Manners Are Extra (1973) - Snafu – SNAFU (1973) - Gravy Train – Staircase to the Day (1974) - Yes – Relayer (1974) - Yes – Yesterdays (1975) - Steve Howe – Beginnings (1975) - Dave Greenslade – Cactus Choir (1976) - John Lodge – Natural Avenue (1977) - Steve Howe – The Steve Howe Album (1979); column-count:*Nucleus – Elastic Rock (1970) - Lighthouse – One Fine Morning (1970) - Dr. Strangely Strange – Heavy Petting (1970) - Clear Blue Sky – Clear Blue Sky (1970) - Midnight Sun – Midnight Sun (1971) - Osibisa – Osibisa (1971) - Keith Tippett Group – Dedicated to You But You Weren't Listening (1971) - Nucleus – We'll Talk About It Later (1971) - Assagai – Zimbabwe (1971) - Patto – Hold Your Fire (1971) - Ramases – Space Hymns (1971) - Mike Absalom – Mike Absalom (1971) - Osibisa – Woyaya (1971) - Pete Dello and Friends – Into Your Ears (1971) - Rare Earth – One World (1971; inner spread only) - Atomic Rooster – In Hearing of Atomic Rooster (1971) - Yes – Fragile (1971) - Billy Cox – Nitro Function (1971) - John Dummer Band – Blue (1972) - Gracious! – This Is...Gracious!! (1972) - Yes – Close to the Edge (1972) - Uriah Heep – Demons and Wizards (1972) - Lighthouse – Thoughts of Movin' On (1972) - Gentle Giant – Octopus (1972) - Babe Ruth– First Base (1972) - Budgie – Squawk (1972) - Midnight Sun – Walking Circles (1972) - Third Ear Band – Music from Macbeth (1972) - Uriah Heep – The Magician's Birthday (1972) - Paladin – Charge! (1972) - Various – Motown Chartbusters Vol. Six (1972) - Greenslade – Greenslade (1973) - Magna Carta – Lord of the Ages (1973) - Yes – Yessongs (1973) - Budgie – Never Turn Your Back on a Friend (1973) - Yes – Tales from Topographic Oceans (1973) - McKendree Spring – Spring Suite (1973) - Del Richardson – Pieces of a Jigsaw (1973) - Badger – One Live Badger (1973) - Greenslade – Bedside Manners Are Extra (1973) - Snafu – SNAFU (1973) - Gravy Train – Staircase to the Day (1974) - Yes – Relayer (1974) - Yes – Yesterdays (1975) - Steve Howe – Beginnings (1975) - Dave Greenslade – Cactus Choir (1976) - John Lodge – Natural Avenue (1977) - Steve Howe – The Steve Howe Album (1979);">*Nucleus – Elastic Rock (1970) - Lighthouse – One Fine Morning (1970) - Dr. Strangely Strange – Heavy Petting (1970) - Clear Blue Sky – Clear Blue Sky (1970) - Midnight Sun – Midnight Sun (1971) - Osibisa – Osibisa (1971) - Keith Tippett Group – Dedicated to You But You Weren't Listening (1971) - Nucleus – We'll Talk About It Later (1971) - Assagai – Zimbabwe (1971) - Patto – Hold Your Fire (1971) - Ramases – Space Hymns (1971) - Mike Absalom – Mike Absalom (1971) - Osibisa – Woyaya (1971) - Pete Dello and Friends – Into Your Ears (1971) - Rare Earth – One World (1971; inner spread only) - Atomic Rooster – In Hearing of Atomic Rooster (1971) - Yes – Fragile (1971) - Billy Cox – Nitro Function (1971) - John Dummer Band – Blue (1972) - Gracious! – This Is...Gracious!! (1972) - Yes – Close to the Edge (1972) - Uriah Heep – Demons and Wizards (1972) - Lighthouse – Thoughts of Movin' On (1972) - Gentle Giant – Octopus (1972) - Babe Ruth– First Base (1972) - Budgie – Squawk (1972) - Midnight Sun – Walking Circles (1972) - Third Ear Band – Music from Macbeth (1972) - Uriah Heep – The Magician's Birthday (1972) - Paladin – Charge! (1972) - Various – Motown Chartbusters Vol. Six (1972) - Greenslade – Greenslade (1973) - Magna Carta – Lord of the Ages (1973) - Yes – Yessongs (1973) - Budgie – Never Turn Your Back on a Friend (1973) - Yes – Tales from Topographic Oceans (1973) - McKendree Spring – Spring Suite (1973) - Del Richardson – Pieces of a Jigsaw (1973) - Badger – One Live Badger (1973) - Greenslade – Bedside Manners Are Extra (1973) - Snafu – SNAFU (1973) - Gravy Train – Staircase to the Day (1974) - Yes – Relayer (1974) - Yes – Yesterdays (1975) - Steve Howe – Beginnings (1975) - Dave Greenslade – Cactus Choir (1976) - John Lodge – Natural Avenue (1977) - Steve Howe – The Steve Howe Album (1979) |  |